# Мавродафні

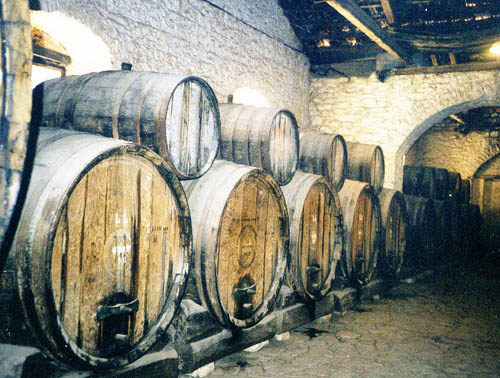
Виноробня Ахея-Клаусс в Ахеї з бочками Мавродафні

Маврода́фні (грец. Μαυροδάφνη, Mavrodafni) — сорт чорного винограду, поширеного в Ахаї (Північний Пелопоннес) і червоне солодке міцне вино, що виробляють з нього.

## Виробництво вина
Одна із виноробень, що виробляє Мавродафні, — Ахая-Клаус (Achaia Clauss).

## Характеристика вина
Мавродафні — темне, майже непрозоре вино темно-червоного кольору. Містить аромати і смаки карамелі, шоколаду, кави, смол і кольорів. Одне з небагатьох сортів вин, що добре підходять до десертів із шоколаду.

## Релігійне використання
Мавродафні використовується Грецькою Православною Церквою в Таїнстві Причастя.